# Musée Géo-Charles
Le musée Géo-Charles est un musée situé rue Géo-Charles à Échirolles près de Grenoble. Il a été constitué à partie d'un don fait par la veuve de Géo-Charles, écrivain, journaliste, sportif, amateur et collectionneur d'art.

## Origine
Abritant une partie de la collection personnelle du poète Géo-Charles, le musée a été créé par Alain Arvin-Bérod et la ville d'Échirolles en 1982 et est installé dans une ancienne maison de Maître ayant appartenu à la Société de la Viscose.
Depuis le 1er mars 2021, le musée Géo-Charles a rejoint le TRACé (Territoire Ressources, Arts et Culture Échirolles), un EPA qui administre également le musée de la Viscose et le Centre du graphisme, tous deux situés à Échirolles.

## Collections permanentes
Le musée abrite les collections et les archives reçues en donation de son épouse Lucienne Géo-Charles, issues de la collection personnelle de Géo-Charles. Ces collections de 143 objets sont tournées vers les œuvres de la première moitié du XXe siècle, dont l'École de Paris. On y trouve des peintures, sculptures, et estampes d'artistes qu'a côtoyées Géo-Charles dont  certaines de Derain, Delaunay, Fernand Léger, Frans Masereel, Auguste Clergé, mais aussi d'artistes contemporains tels que Dominique De Beir. La plupart des œuvres tournent autour du thème du sport comme sujet d'art.

## Expositions
Le musée Géo-Charles est aussi un lieu ouvert à l'art contemporain, qui accueille des expositions temporaires. Certains jours sont prévus pour des visites commentées des expositions.

## Accès
Le musée est desservi par la ligne de bus C7.